# Plaine-de-Walsch
 Plaine-de-Walsch  es una comuna y población de Francia, en la región de Lorena, departamento de Mosela, en el distrito y cantón de Sarrebourg.
Su población en el censo de 1999 era de 533 habitantes.
Está integrada en la Communauté de communes de la Vallée de la Bièvre .

## Demografía
| 455 | 458 | 425 | 417 | 482 | 533 |
| Para los censos de 1962 a 1999 la población legal corresponde a la población sin duplicidades (Fuente: INSEE [Consultar]) |     |     |     |     |     |